# Sabadell

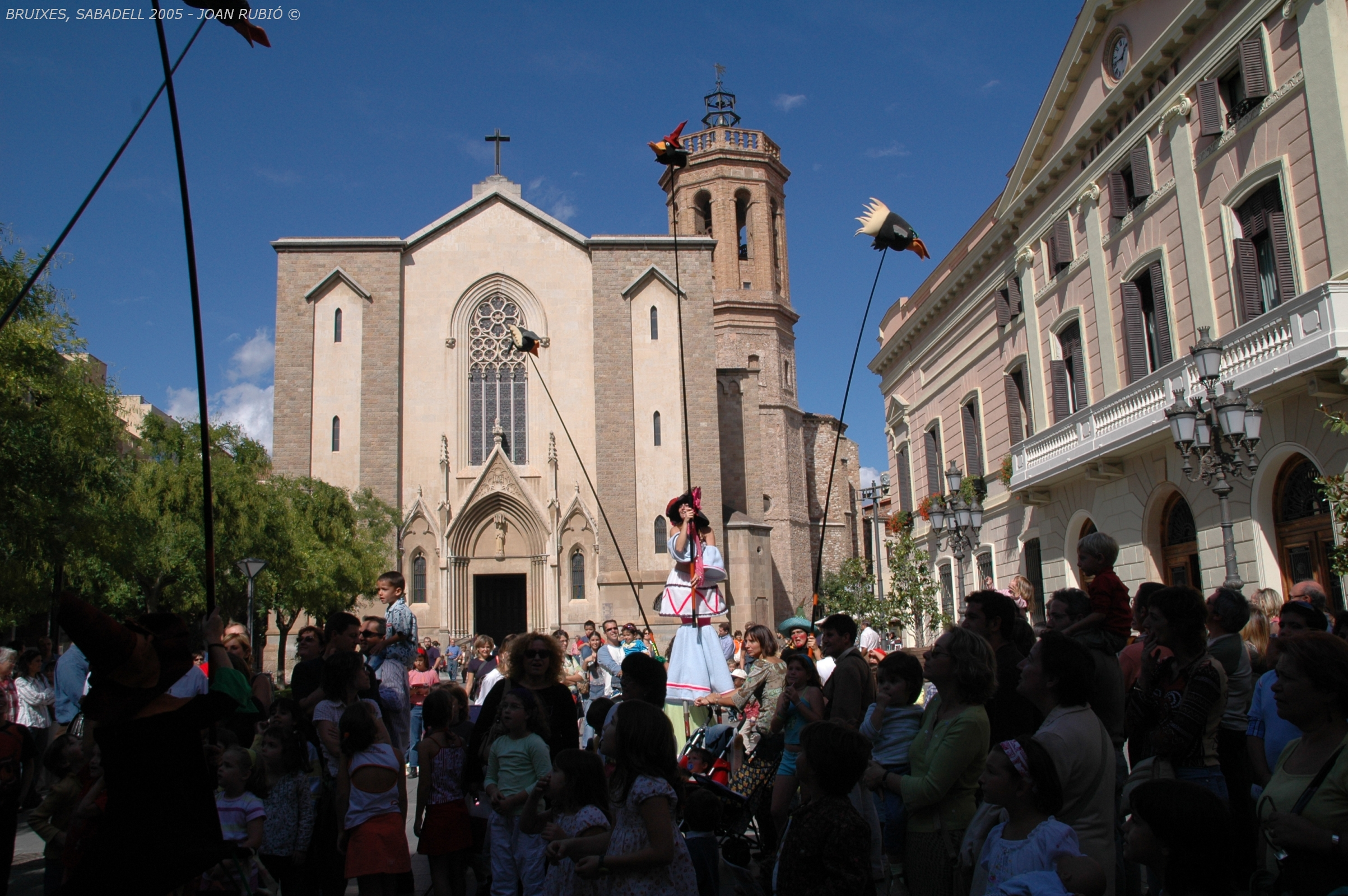
Plaça de Sant Roc i Sabadell.

Sabadell (katalanskt uttal: [səβəˈðeʎ]) är en stad och kommun i provinsen Barcelona i den autonoma regionen Katalonien i nordöstra Spanien. Staden ligger i den södra delen av comarcan Vallès Occidental, vid floden El Ripoll, cirka 18,5 kilometer norr om Barcelona. Kommunen har 222 177 invånare (2024), på en yta av 37,53 km². Invånarantalet gör Sabadell till en av Kataloniens största städer.
Sabadell är beläget 191 meter över havet och är tillsammans med staden Terrassa huvudort i Vallés Occidental. Sabadell är i grund och botten en affärs- och industriellt inriktad stad; det bedrivs inget nämnvärt jordbruk i staden.

## Historia

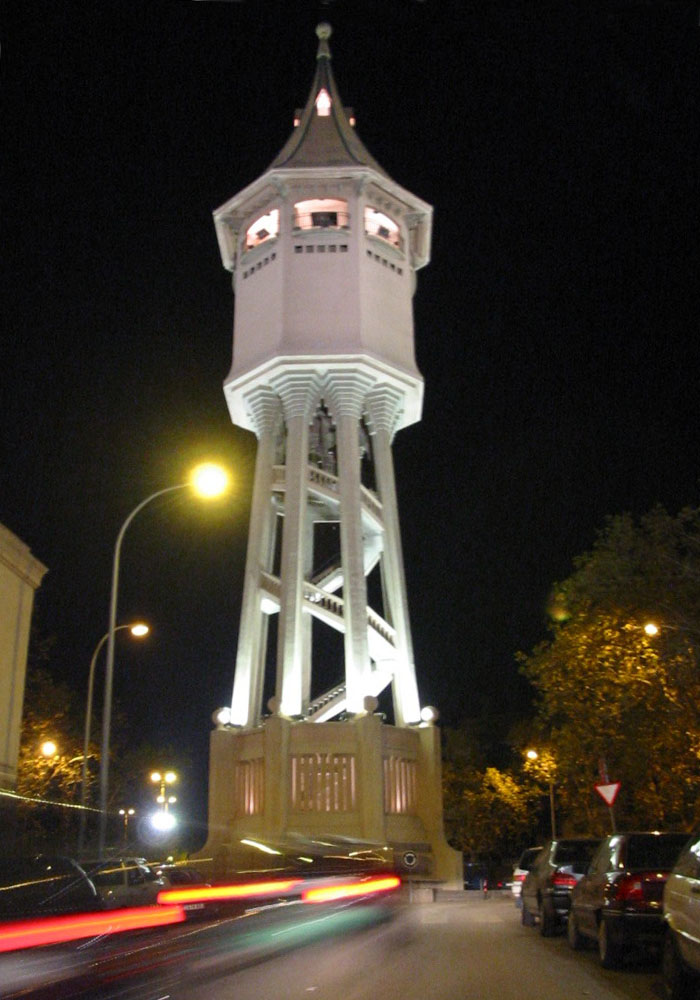
Torre de l'Aigua, uppfört 1918.

Under romartiden fanns en liten by vid namn Arragone i närheten av kyrkan i la Salut nu ligger. Byn växte till tätorten Arraona eller Arrahona under Medeltiden. Ytterligare en liten by byggdes på den andra sidan av floden.  Den andra byn, Sabadell, belägen på en slätt, började växa och dess befolkning var omkring 600 (152 hus) år 1378. Sabadell var omgiven av en mur, men på grund av befolkningsökningen under 1500-talet byggdes vissa hus utanför muren. Vid den tiden uppstod den första textilindustrin i orten, med ull kläder som främsta produkt. Denna industri ökade under de nästkommande århundradena, och år 1800 var ortens befolkning cirka 2 000 personer. Under 1800-talet hände två viktiga saker: 1856 kom järnvägen, och 1877 blev orten officiellt en stad. I folkräkningen 1897 var stadens invånarantal 23 044. Staden hade blivit den viktigaste producenten av ullkläder i Spanien, dessa kläder blev världskända.
Den katalanska modernisme-rörelsen (besläktad med Art Nouveau) hade ett viktigt inflytande på stadens arkitektur i början på 1900-talet. Tillväxten av industrin och befolkningen förordade uppkomsten av en viktig arbetarrörelse och katalanistiska, socialistiska och anarkistiska partier var väldigt inflytelserika tills det Spanska inbördeskriget (1936–1939). De fascistiska partiernas seger i kriget var ett steg i fel riktning för staden, men på 1950-talet återhämtade sig industrin och ökade igen. Det stora behovet av arbetskraft inom industrisektorn gav upphov till en kraftig invandring från de centrala och södra delarna av Spanien. En ny arbetar- och katalanismrörelse uppstod, denna gång mot Francisco Francos regim med stöd från romersk-katolska kyrkan. Sabadell var värd för vissa sammankomster av Assemblea de Catalunya, en multipartiorganisation som förenade kommunister, socialister, katalanska nationalister, katoliker och andra mot Francoregimen. Oljekrisen 1973 och Francos död 1975 ledde till stor förändring av Spanien och, självklart, även Sabadell.  Den ekonomiska krisen tvingade staden att utvidga dess ekonomiska aktiviteter. Nya affärs- och fritidsområden (Eix Macià) uppkom intill de traditionella industrierna, vilket ledde till en viktig ekonomisk utveckling av staden.

## Kommunikationer
Sabadell är en viktig kommunikationspunkt. Två motorvägar går vid sidan om staden: C-58 (från Barcelona till Manresa) samt A-7 (från Frankrike och Girona till Tarragona, Valencia och Andalusien). Andra vägar sammankopplar Sabadell med närbelägna städer: Terrassa, Sant Quirze del Vallès, Castellar del Vallès, Granollers, Barberà del Vallès, Cerdanyola del Vallès, Barcelona, Sant Cugat del Vallès, Rubí, Sentmenat och Molins de Rei. Två järnvägar korsar staden  (Renfe linjen från Barcelona till Lleida) samt FGC linjen från Barcelona till Sabadell via Sant Cugat del Vallès). Sabadell har även en flygplats.

## Konst
Det finns ett antal historiska och artistiska byggnader i staden. Den lilla kyrkan Sand Nicolau (1000-talet) är en kvarleva från staden Arraona. Casa Duran är ett traditionellt landsbygdshus från 1500-talet placerat mitt i staden. Det finns även vackra modernisme-byggnader, som Hotel Suís ("Schweiziska hotellet", 1902), Caixa d'Estalvis (1915), Torre de l'Aigua (ett vackert vattentorn, 1918) samt Mercat Central ("Centrala marknaden", 1930).

## Sport
Vid de olympiska sommarspelen 1992 som hölls i Barcelona, var Sabadell staden där fotbollsmatcherna spelades. Stadens viktigaste klubb är Centre d'Esports Sabadell.

## Kända personer från Sabadell
- Sergio Busquets, fotbollsspelare
- Teresa Claramunt, anarkist
- Sergio Dalma, popsångare
- Marc Gené, F1-förare
- Dani Pedrosa, roadracingförare
- Oleguer Presas, fotbollsspelare